# Ємелево
Єме́лево (рос. Емелево, марій. Пистерла) — село у складі Гірськомарійського району Марій Ел, Росія. Входить до складу Єласівського сільського поселення.

## Населення
Населення — 242 особи (2010; 272 у 2002).
Національний склад (станом на 2002 рік):
- гірські марійці — 87 %